# 4年1組起立!
『4年1組起立!』（よねんいちくみきりつ!）は、浜岡賢次のギャグ漫画作品。

## 概要
1989年から1992年まで「週刊少年チャンピオン」で連載された。全11巻。その後に連載される「浦安鉄筋家族」と同じく舞台は浜岡の居住地、千葉県浦安市である。作品内容は「浦安鉄筋家族」とほぼ変わらないが、こちらは学園漫画というニュアンスが強い。
本作の連載中期以降（単行本では6巻以降）、単行本巻末にて作者自身による作品評が掲載されるようになった。これは、単行本の余りページを埋める作業をしたくなかったが、編集部がうるさいので仕方なしにやった苦肉の策であったことを作者が明らかにしている。この作品評のスタイルは「浦安鉄筋家族」にも引き継がれている。 
現在では掲載が不可能であろう過激なネタ、キャラクターによる乱暴な言動が多く見られることや、雑誌掲載後作者がギャグの精度の低さ、内容が気に入らなかったことから本作への不満をこぼすことも少なくなく、浜岡自身はこの作品を少々嫌っている。単行本刊行にあたって作者が該当作品の単行本収録を拒絶したことも多く、単行本未収録の作品が多数存在する（コミックスの最終巻11巻）。うち一部は「浦安鉄筋家族」、「ジャントニオBomb」の単行本巻末に読切の形で掲載されている。

## 登場人物

### 小学生
神奈川健（かながわ けん）
主人公。浦安第1小学校の4年1組出席番号6番（以後4番）。4年1組軍団のリーダーで、「遊びの天才児」と呼ばれている。父はイタリアンマフィアの大ボス、母は国家機密扱いの超能力者だそうで、比較的裕福な家の出身。最初は自動車やスクーターを運転し、飲酒喫煙を平気でし、超能力まで扱う、といった設定だったが、これらの設定はすぐに廃止された（これらの設定変更は連載後期になって、ネタとして扱われている）。身長も連載後期には一般的な平均的な日本男性と変わらなくなっている。
1992年のセリーグ順位予想では消去法で当時著しく低迷していた阪神タイガースを選ばざるを得なくなってしまった。しかし結果的に2位に躍進している。
委員長（いいんちょう）
4年1組の委員長。通称「長さん」。まとめる事が出来ないまとめ役。父が医師であり、金持ちである（が、設定のみで、作中には両親は一度も登場しない。作者曰く、描くのが面倒だったから、とのこと）。
浦安鉄筋家族のノブに似ている。
1992年のセリーグ順位予想ではヤクルトを優勝と予想し、見事的中。公約通り最終11巻の表紙を単独で飾った。
清（きよし）
巨人ファンで、頭の中の90%は野球の事。口癖は「ぽん」。実家は「ぽん吉」という名の米屋で、健からもよく「ぽん吉」と呼ばれている。当初から身長が小さく、クラスメートにぷにぷにの頬っぺたを触られる、健に「粉ミルクの匂いがする」と言われるなど赤ちゃんのような扱いを受ける。更にその話の後半でホームビデオで撮影されていた幼少期の姿が判明し、そこでもやはり父が彼の頬を摘み「ぷにぷにだよ」と言っていた。そのせいか未来でも子供のままで、「お前はチワワか」などと突っ込まれている。
彼の口癖は作者のデビュー作『のりおダちょ〜ん』の主人公、丸米のりおのそれと同じである。
1992年のセリーグ順位予想ではむろん巨人を予想。
コージ（こうじ）
頭がよく、4年1組の優等生。委員長や清と仲がいいようで、第一話の一コマ目で共に登校している。「母さんは僕のことをエリートサラリーマンにしたがっている」とのことだが、将来の夢は小説家。彼がノートに書き溜めていた小説の内容は自分を美化し、かつ他者を貶めている事から、読んだ健たちには散々ダメ出しされている。彼の名前が冠せられた「コージゾーン」シリーズでは、「もしも高木注が連載を勝ち取ったら」、「もしもブーが肥満のままだったら」などのテーマで話の進行役を務める。自身が応援するプロ野球チームがリーグ一位になれば単行本の表紙を飾れるという話が持ち上がった際、「ボクはハードボイルドタッチでやりたい」と発言しているシブい趣味の持ち主。中日ドラゴンズを優勝予想に挙げたが、1992年のペナントレースで最下位になったにも関わらず、全員が大洋が最下位と勘違いしていたことに加え、作者が大洋が最下位になることを予想して描いていたため、罰ゲームを受けなかった。10年後は大浪人していた。名前の由来はドリフの仲本工事。
秀ノ屋文太（ひでのや ぶんた）
関西から浦安に転校してきた小学生。健を「アニキ」と呼ぶが、実は4年1組の支配を企んでいる。10年後はチンピラになっていてコージに金をたかっていた。阪神タイガースファンだが、1992年のセリーグペナントレース予想シリーズネタでは、広島東洋カープを優勝予想に挙げた。
ブー
情報集めがうまい汗かきデブ少年。自転車に乗れず、走るのも遅く体育全般が苦手のようだが連載初期ではバクテンを得意としていた。「情報手帳」と呼ばれる専用のメモ帳を常に携帯しているようで、クラスメートの誕生日から暴力団の電話番号まであらゆる事柄が書き留められている。またオカルト関係にも詳しく、どこからか仕入れてきた宇宙人やUFOなどのミステリアスな噂話を多数知っている。若干臆病な性格で、土壇場で怯えが出てしまい、結果トラブルを招いてしまったり事態をややこしくしてしまったりすることもしばしば。10年後に浦安の路上で仲間とギターの弾き真似をしながら「俺のハートはロックンロール」などと発言している様子を目撃される。名前の由来はドリフの高木ブー。1992年セリーグ順位予想は横浜大洋ホエールズを予想。この年大洋は5位だったが、作者が大洋が最下位になることを予想して罰ゲーム執行のシーンを先に描いてしまったため、最下位と勘違いされ罰ゲームを執行される。
まぁぁ坊（まぁぁぼう）
4年1組のアイドル的存在。「まぁぁ」としか言わない。犬のディグビーを連れている。動物や昆虫（ゴキブリを含む）とコミュニケーションをとることが出来、図工の授業で粘土の工作をするのが面倒だった健に彼の分を押し付けられ「メロンの味がするから食えよ」とそそのかされ口にし、以後もよく食べる。10年後には政界入りを果たし、後には日本国内閣総理大臣に就任。
ひとみ
4年1組の活発な女子生徒。ブーにほれている。
里美（さとみ）
清のことが好き。おっとりしている。
高花園一（たかはな そのいち）
相撲部。高花家の兄。後に角界入りし、大関に昇進した。モデルは貴乃花光司。「ダス」が2人とも口癖。
高花園二（たかはな そのじ）
相撲部。高花家の弟。見る物全てを「好きなの」と言う。モデルは花田勝。
ミスター
5年2組ミスター軍団のリーダー。4年1組をライバル視しており、何度も健に勝負を挑んでは負け続けている。これが高じて、4年1組の抹殺をも目論み、ついには「4年1組起立!」の即時打ち切りと新連載「5年2組礼!」の開始まで企むようになる。野球はかなり下手。
新連載「5年2組礼!」は、（ネタとしてミスターが色々と裏工作をした結果、）100ページの予定で始まることになっていたが、結局扉絵のみで、すぐに長崎屋先生に止められた。
みどり
委員長を嫌い、周囲をふり回す超わがまま少女。言行不一致は常態化している。10年後は大関になった高花園一と交際。

### 教員
イカリヤ長介（いかりや ちょうすけ）
浦安第1小学校の教頭。健の悪戯で入院したこともある。怪我を厭わず人を爆笑させる事が極意の“笑心会”と称する自己流武術の師範。いかりや長介のパロディ。
大谷暑司（おおたに あつし）
浦安第1小学校の教師。危ない信者が多々いる。大仁田厚のパロディ。「浦安鉄筋家族」では警官として登場。
栗田正伸（くりた まさのぶ）
浦安第1小学校の用務員。酒に酔うと「やだ〜」を連呼し、パイプ椅子を振り回し無差別に人を襲う。栗栖正伸のパロディ。
長崎屋先生（ながさきやせんせい）
4年1組の担任。それなりの美人だが、生真面目かつ短気で健らの非常識さを目の前にすると、容赦なくプロレス技風の体罰を与える。男運は全くと言ってよいほど無いに等しい。本心では健に好意を抱いている。得意技は「アックスちんぽ」で、さらにこの改良型の「アックスちんげ」が登場する。
本作では下の名前の設定は無いが、彼女主演の単行本未収録作「君にさようなら」が増刊号に掲載された時に煽り文にて、「浦安鉄筋家族」の奈々子先生と同一人物と紹介されたため、奈々子先生として扱われている。
深川丼平（ふかがわ どんべい）
浦安第1小学校の顔に自信があるブサイク教師。長崎屋に好意を抱いている。

### プロレス系
アブドラー・ザ・ブッチャン
プロレスラー。アブドーラ・ザ・ブッチャーのパロディ。
アントニオ猪鬼（あんとにお いのき）
アントニオ猪木のパロディ。
ジャイアント場馬（じゃいあんと ばば）
ジャイアント馬場のパロディ。
スタン・ハンスン
プロレスラー。ウエスタンラリアットを操る不沈艦。スタン・ハンセンのパロディ。長崎屋の「うえすたんつぼ」の前に轟沈。
超州力（ちょうしゅう りき）
進日プロレス（新日本プロレスのパロディ）のレスラー。健にラリアットをした。長州力のパロディ。公式戦では健に敗れている。
富士原（ふじわら）
藤原喜明のパロディ。乗っていた飛行機が墜落した島でゾンビに食われて死ぬ。
古立一郎（ふるたち いちろう）
ワールドプロレスリングの実況。他にも様々な実況をこなす。古舘伊知郎のパロディ。
山本私鉄（やまもと してつ）
ワールドプロレスリングの実況。健と超州力の対決も実況した。山本小鉄のパロディ。
若手新一（わかて しんいち）
進日プロレスの新人レスラーで、超州力の付き人。とことん気弱で腕力も貧弱。目がつぶら。

### 漫画系
岩山東吉（いわやま とうきち）
『週刊少年チャンピオン』で「短気（「男旗」のパロディ）」を連載する売れっ子漫画家。必殺東吉パンチを操る。石山東吉のパロディ。
- 男旗 - マンガ図書館Z（外部リンク）

高木注（たかぎ ちゅう）
漫画家志望の男。自称、漫画の天才だが、画力もストーリー構成も小学生レベルで、健たちからはバカ呼ばわりされている。連載を持った事もあるが、わずか3週で打ち切られた。その後、ホームレスとなり右手を負傷、左手で「わんぱくファミリー」を描き、火口さんに見せて笑わせて死亡させ、殺人犯として逮捕される。服役後、健を主人公としたプロレス漫画をブランクにより画力を失った手の代わりに鼻で描き、原稿の完成直後燃え尽き灰と化す。代表作「世木末伝設!それいけヒゲ番長」「Go!Go!もみあげ番長」「毛玉番長」「花子とぅわいらいと」「宇宙天才ヒゲスター」など。モデルは作者の元アシスタントで漫画家のほづみ・みずほ（市川みなみ）。名前の由来は高木ブーと荒井注。
火口（ひぐち）
高木注の『週刊少年チャンピオン』担当編集者。高木が描いた漫画で死亡。作者の担当編集者・樋口さんのパロディ。
アントニオ馬場（あんとにお ばば）
高木注の後輩。その資質は高木を上回る。自身で描いた「地獄爆裂人喰いウンコ」が好評を博したため、高木注が「週刊少年チャンピオン」への掲載を勧めるが、部数が圧倒的に多い「週刊少年ジャンボ」（週刊少年ジャンプのパロディ）に持ち込むことに。名前の由来はアントニオ猪木とジャイアント馬場。

### その他
いたずら君（いたずらくん）
無言でイタズラをするふんどし一丁の男の子。作中では正体不明となっているが、作者がネタに困った時に出していたことを明らかにしている。
一郎、二郎、三郎（いちろう、じろう、さぶろう）
三つ子。ケン曰く「三馬鹿幼児」。三輪車でスピードキングを追い抜き、高速道路に紛れ込んだ事も。
尾中満子（おなか みちこ）
日本一不味いギョーザ屋で100皿食べた女。
加藤茶太郎（かとう ちゃたろう）
極楽コンビの一人。ドリフの加藤茶のパロディ。
清の父（きよしのちち）
清のお父さん。眉毛が厚い。口癖は「アホ」。
清の母（きよしのはは）
清のお母さん。眉毛が厚い。口癖は「バカ」。
小林大介（こばやし だいすけ）
輪ゴム飛ばし早撃ち0.3秒のガンマン。その上義理堅く頼りになる男。初期は鼻が馬鹿でかかった。次元大介のパロディ。「元祖！浦安鉄筋家族」では鍵屋として登場。「小林」とは次元役の声優・小林清志から来ている。
佐竹雅昭（さたけ まさあき）
空手家。
志村健吉（しむら けんきち）
極楽コンビの一人。ドリフの志村けんのパロディ。
十三代目大塚五右ェ門（じゅうさんだいめおおつか ごえもん）
古の大泥棒石川五右衛門とは全くの無関係。斬鉄定規を操る、怒らせると怖い男（山田三世談）。石川五右ェ門のパロディ。「大塚」とは五右ェ門役の初代声優・大塚周夫から来ている。
スピードキング
チャリンコで80km毎時近く出す驚異のドライバー。交通法規にはうるさい。
銭肩巡査（ぜにがたじゅんさ）
浦安交番勤務の警官。銭形警部のパロディ。
中本（なかもと）
笑心会の門人で棒術の達人。ドリフの仲本工事のパロディ。
二階堂不二子（にかいどう ふじこ）
山田三世が惚れている女。高木注に想いを寄せている。峰不二子のパロディ。「二階堂」とは不二子役の初代声優・二階堂有希子から来ている。
バッドさん
世界平和を守るために日々戦っているらしいが、かえって平和を乱している。長崎屋先生と組んで行動したこともある。バットマンのパロディ。
東村山けん（ひがしむらやま けん）
長介の元弟子。ドリフの志村けんのパロディ。
本沢（ほんざわ）
長崎屋先生の高校時代の同級生。久しぶりに会った時は痩せたが、一年後クリスマスに20キロ太った。
山田三世（やまだ さんせい）
かの名高き漁師、山田兵吉の孫。小林大介と共に牛乳泥棒を生業としている（自称 牛乳逆配達人）。ルパン三世のパロディ。「山田」とはアニメ「ルパン3世」の初代声優・山田康雄から来ている。
横井（よこい）
ヤクザ。居酒屋「づり八」にて全国の小学生代表、神奈川健に対し全国の暴力団代表として日本酒を飲み比べた。結果は双方痛みわけ。